# Крукед
Кру́кед (англ. Crooked) — річка в штаті Орегон (США), права притока річки Діщутс.
Довжина річки становить 233 км, площа водозбору — 11 655 км², середній стік води — 44 м³/с. Названа через велику звивистість.
Над річкою розташоване місто Прайнвилл. На річці збудовані гідроелектростанції Ков-Повер-Плант (1910) та Очоко-Дам (1922), які перешкоджають проходженню риби. Подальші спроби відновити підйом лосося через рибні сходи не мали успіху. Побудовані для сільськогосподарських потреб водосховища Прайнвилльське та Очоко змінили флору й фауну долини. Раніше у низов'ях річки були високі трави й верби в заплаві, з численними бобрами у верхів'ях й притоках.
| США | Це незавершена стаття з географії США. Ви можете допомогти проєкту, виправивши або дописавши її. |